# Morgan-Gletscher
Der Morgan-Gletscher ist ein kleiner Gletscher im ostantarktischen Mac-Robertson-Land. Im Zentrum der McIntyre Bluffs des Mawson Escarpment fließt er in westlicher Richtung zum Lambert-Gletscher.
Luftaufnahmen der Australian National Antarctic Research Expeditions (ANARE) aus den Jahren 1956, 1960 und 1973 dienten seiner Kartierung. Das Australian Antarctic Names and Medals Committee benannte ihn nach Vin I. Morgan, Glaziologe der Australian Antarctic Division und Mitglied von ANARE-Mannschaften zur Vermessung der Prince Charles Mountains in den Jahren 1973 und 1974.